# Roberto Pane
Roberto Pane (Taranto, 21 novembre 1897 – Sorrento, 29 luglio 1987) è stato uno storico dell'architettura e architetto italiano.

## Biografia

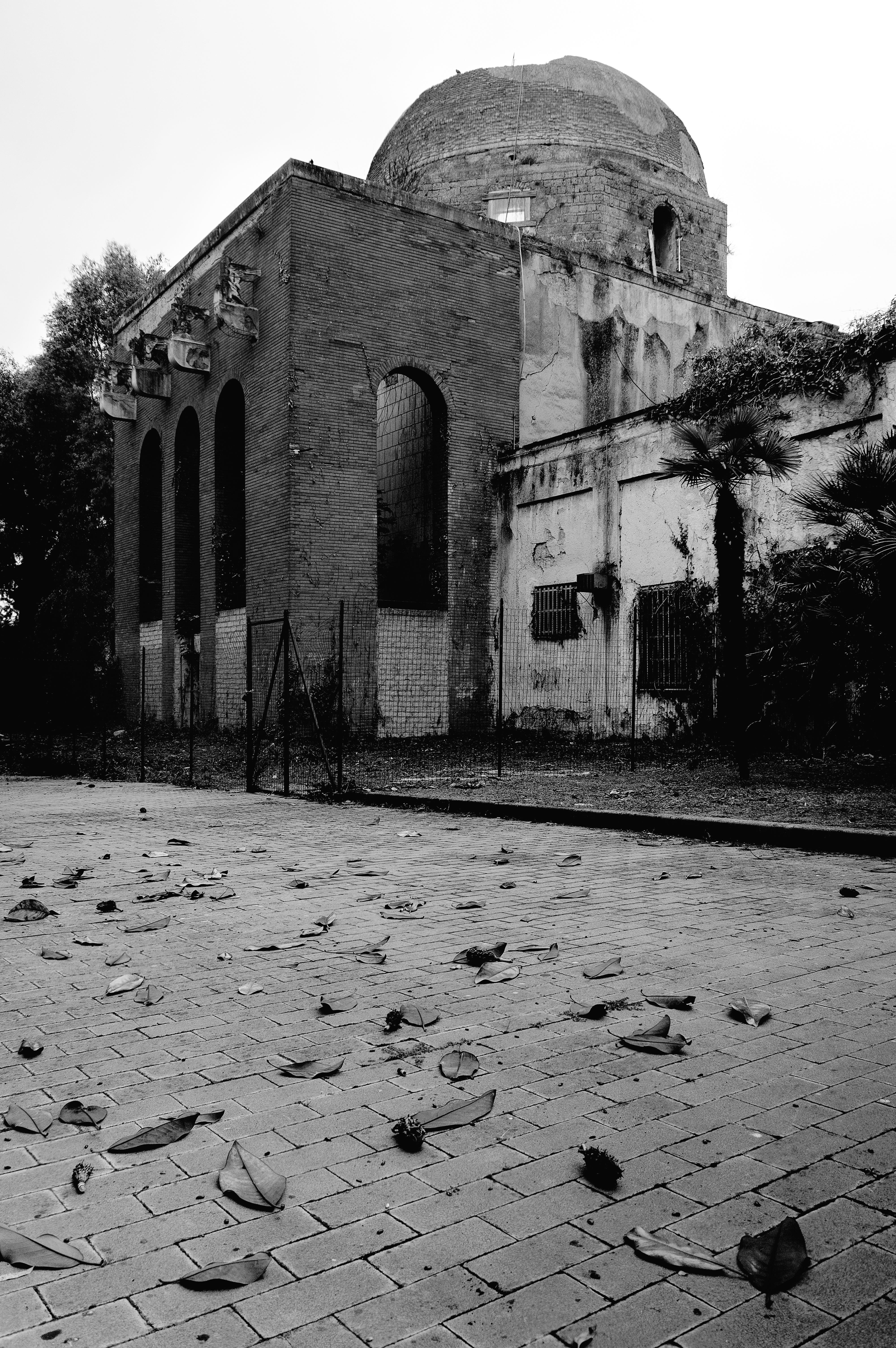
Padiglione della Civiltà Cristiana in Africa, ora Chiesa di Santa Francesca Cabrini (in avanzato stato di degrado), Mostra d'Oltremare.

Nato a Taranto il 21 novembre 1897 da Francesco Pane, capo tecnico all’arsenale della Marina, e Teresa Cantalamessa, si trasferisce presto con la famiglia a Napoli, dove frequenta il liceo Genovesi e, dal 1912, la bottega di Vincenzo Gemito, presso la quale apprende il disegno, l’incisione, la pittura e la scultura. Nell’autunno 1916 si arruola volontario per la prima guerra mondiale, dove è decorato con medaglia di bronzo al valor militare nella campagna di riconquista del Piave nel luglio 1918. Congedato nell’autunno dello stesso anno con il grado di capitano di complemento, partecipa nel 1919-20 all’impresa di Fiume con Gabriele D'Annunzio, mentre dal 1917 risulta iscritto al corso di Architettura della Regia Scuola Politecnica di Napoli e ancora nel 1920 figura «quale alunno del politecnico», all’Accademia delle Belle Arti di Napoli per il corso speciale di Architettura per il “rilievo dei monumenti”, avvicinandosi alla figura di Raimondo D’Aronco.
Sul finire del 1920 si trasferisce a Roma per seguire, dal gennaio 1921, i corsi della neonata Scuola superiore di Architettura, istituita da Gustavo Giovannoni fin dal 1919, di cui sarà il terzo laureato, nel dicembre 1922, con una tesi relativa al progetto di un “Istituto musicale in Roma”, più tardi pubblicata. A partire dal suo soggiorno romano Pane subirà l'influenza di due figure antitetiche ma complementari: Gustavo Giovannoni e Benedetto Croce. Al primo, al quale rimarrà legato almeno fino alla fine degli anni Trenta, pur mantenendo una certa autonomia rispetto ad altri discepoli più fedeli, egli dovrà la sua formazione architettonica, nonché diverse occasioni professionali e la stessa carriera accademica. Al secondo, conosciuto già sul finire della prima guerra mondiale attraverso il critico letterario Luigi Russo, suo istruttore alla Scuola militare di Caserta, Pane dovrà una profonda influenza sul piano estetico ed etico, perdurata per tutta l'arco della sua vita, pur con evoluzioni e innesti provenienti da altri orizzonti culturali, come la Scuola di Francoforte e la psicologia junghiana.
Dal 1923, rientrato a Napoli, insegna Storia dell'arte al liceo Umberto I e lavora fino al 1925 presso la Soprintendenza alle Antichità della Campania, retta da Amedeo Maiuri, dove dirige lavori di scavo, liberazione e consolidamento di importanti monumenti romani. Intanto, il legame con Giovannoni lo conduce a una prima affermazione professionale (frontone occidentale della Galleria Vittoria, 1926-28, assegnatogli in secondo grado, dopo che nel primo la commissione presieduta da Giovannoni, Arturo Casalini e Michele Platania aveva riconosciuto parimenti vincitori assieme al suo i progetti di Camillo Guerra, Marcello Canino e Michele Jammarino), e a collaborare con il maestro al piano regolatore di Napoli del 1926-27, dove progetta alcune sistemazioni come la liberazione del fianco di Santa Caterina a Formiello (1926), poi realizzata dieci anni più tardi.

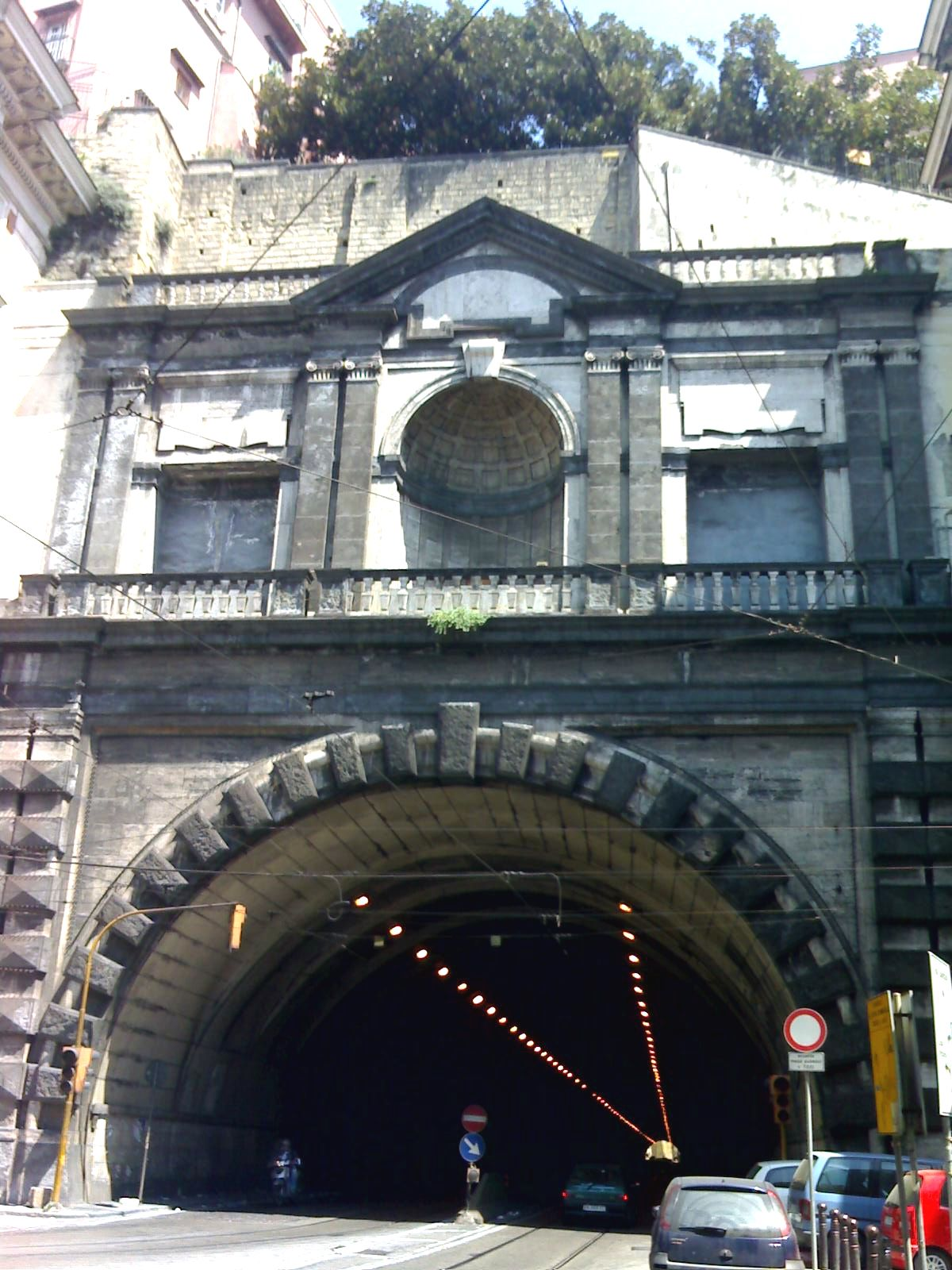
Ingresso occidentale della Galleria della Vittoria, presente nella piazza omonima.

A partire dal 1930, ottenuta nello stesso anno la libera docenza in Architettura Generale, è incaricato di Scenografia presso la neocostituita Scuola Superiore di Architettura di Napoli, dove insegnerà diverse discipline per tutti gli anni Trenta, tra cui principalmente Storia e Stili dell’Architettura, fino a ottenere la cattedra di Caratteri Stilistici e Costruttivi dei Monumenti nel 1942. Il suo dichiarato antifascismo non gli impedisce intanto di ottenere alcuni incarichi dal regime: come l’Istituto di Scienze Economiche e Commerciali in via Partenope (1934-37), e il Padiglione della "Civiltà Cristiana in Africa" alla Mostra d'Oltremare (1940); mentre un piccolo edificio oggi scomparso, il caffè-panoramico a Posillipo (1934), testimonia la sua apertura al razionalismo. Dal 1939 dirige per un triennio la Regia Scuola d’Arte per la tarsia e l’ebanisteria di Sorrento, orientando gli allievi alla riproduzione di architetture tradizionali della penisola sorrentina e facendo eseguire oggetti d’arredo e mobili su suo disegno.
Nel corso degli anni Trenta, mentre intensifica le frequentazioni con Benedetto Croce e il circolo di intellettuali liberali e antifascisti raccolto intorno al filosofo, si avvicina anche a Bernard Berenson, definendo e consolidando il proprio percorso di studioso. Collabora con articoli e recensioni a diverse riviste, da “Pan” a “Rassegna di architettura”, per poi pubblicare un volume sulla Architettura rurale campana (1936), illustrato da suoi disegni, un breve saggio sull'acquaforte di Giovan Battista Piranesi (1938) e due studi monografici fondamentali, che costituiranno il plot di tutte le sue future ricerche: Architettura del Rinascimento in Napoli (1937) e Architettura dell’età barocca in Napoli (1939).
A partire dai primi anni Quaranta, con l'intensificarsi dei bombardamenti, si trasferisce a Sorrento con la moglie Eugenia Santucci (sposata nel 1939) e il figlio Giulio (1940), frequentando quotidianamente Croce, anch'egli sfollato da Napoli e ospitato a Villa del Tritone. Di questi intensi momenti scriverà in seguito un lucido ricordo, che è anche una testimonianza del suo profondo legame con il grande filosofo, da lui definito «l’uomo che mi ha più di ogni altro ispirato ammirazione e riverenza». All’indomani della caduta del fascismo (25 luglio 1943), vissuta in prima persona con la sua partecipazione all'assalto del Fascio di Sorrento, che gli costerà anche qualche giorno di prigione, si avvicina al Partito d'Azione, all'interno del quale assume una posizione particolare, cercando di comporre gli ideali azionisti con quelli liberali.
Dopo il bombardamento e l'incendio del complesso di Santa Chiara (3-4 agosto 1943), s'impegna in prima persona nelle scottanti questioni della ricostruzione, sia a Napoli che nell’intero territorio italiano, ampliando i suoi interessi verso il campo del restauro dei monumenti, disciplina che insegnerà per oltre vent'anni, a partire dal 1950, presso la Facoltà di Architettura, affiancandola all'insegnamento di Caratteri stilistici e costruttivi dei monumenti. In ambito locale, dopo aver promosso dal gennaio 1944 la ricostituzione dell'Ordine degli Architetti di Napoli, divenendone il primo presidente dopo la Liberazione, si occuperà della vicenda del restauro di Santa Chiara e della sua insula, cogliendo anche l'occasione per una importante revisione degli orientamenti generali in materia di restauro con un celebre scritto pubblicato su “Aretusa” nello stesso 1944, oltre a prendere parte alla commissione per il nuovo piano regolatore presieduta da Luigi Cosenza (1945-46). In ambito nazionale orienterà diversi restauri del patrimonio architettonico danneggiato dalla guerra, tra cui il Tempio Malatestiano di Rimini, attraverso la partecipazione alla Commissione Consultiva per le Antichità e le Belle Arti.
Nel 1959, con la pubblicazione del libro collettivo Ville vesuviane del Settecento riscoprì questo patrimonio dell'architettura del settecento, che portò successivamente alla creazione dell'Ente per le Ville Vesuviane. Nella primavera del 1962 fu visiting professor all'Università della California a Berkeley. Nel 1969 fondò a Napoli la Scuola di Perfezionamento in Restauro dei Monumenti, divenuta oggi Scuola di Specializzazione in Beni Architettonici e del Paesaggio.
A livello teorico divenne uno dei principali esponenti della scuola del restauro critico, assieme a Cesare Brandi e Renato Bonelli e nel 1949 fu chiamato come esperto di restauro architettonico presso l'UNESCO. Nel contempo fu nominato componente della commissione tecnica dell'I.C.R. e del consiglio superiore del Ministero dei lavori pubblici. Nel 1964, insieme a Piero Gazzola, promosse la redazione della Carta Internazionale del Restauro di Venezia, sottoscritta da un comitato di 23 esperti, rappresentanti delle principali nazioni del mondo.
Nel 1961 assunse la direzione della terza serie del prestigioso periodico Napoli nobilissima, il cui fondatore era stato proprio l'amico filosofo, Benedetto Croce. Nel 1971 coordinò la pubblicazione di un approfondito studio, redatto in tre volumi con la collaborazione di diversi autori, sul Centro Antico di Napoli.
Appoggiò convintamente tutta una serie di tentativi di rinnovamento della società: prima fu accanto ad Adriano Olivetti ed alla sua comunità, che riprendeva il pensiero dello statunitense Lewis Mumford, poi si avvicinò alle idee di Adorno e Horkheimer, schierandosi accanto agli studenti che chiedevano una radicale riforma sociale.
Figura di primo piano del panorama intellettuale nazionale, si distinse come acceso e preparato polemista e partecipò ad ogni riflessione e disputa culturale condotta dal secondo dopoguerra alla sua scomparsa, soprattutto in campo architettonico, urbanistico ed ambientale.
Sostenitore a spada tratta della città storica e del paesaggio, portò avanti una lotta senza quartiere contro ogni speculazione edilizia, distinguendosi soprattutto nella battaglia a Napoli contro l'egemonia di Achille Lauro.
Ha scritto una grande quantità di opere, alcune delle quali memorabili. Tra queste emergono principalmente il volume su Andrea Palladio (1961), quello su Antoni Gaudí (1964), nonché i due volumi su Il Rinascimento nell'Italia Meridionale (1975-77). Altro importante frutto del suo lavoro, rimane il Piano Territoriale Paesistico della penisola sorrentino-amalfitana, redatto assieme a Luigi Piccinato e approvato definitivamente nel 1987, senza il quale probabilmente quel magnifico lembo di territorio sarebbe stato totalmente deturpato dalla speculazione edilizia.
Fu nel comitato direttivo della Storia di Napoli, edita in 10 volumi dalle Edizioni scientifiche italiane (Napoli, 1971-1978), organismo presieduto da Ernesto Pontieri, di cui fecero parte Salvatore Battaglia, Giovanni Cassandro, Epicarmo Corbino.

## Scritti principali
- Architettura rurale campana, Firenze, ed. Rinascimento del libro, 1936;
- Architettura del Rinascimento in Napoli, Napoli, ed. Politecnica, 1937;
- L'acquaforte di G.B. Piranesi, Napoli, R. Ricciardi, 1938;
- Architettura dell'età barocca in Napoli, Napoli, ed. Politecnica, 1939;
- La casa di Loreio Tiburtino e la villa di Diomede in Pompei, Roma, Libreria dello stato, 1947 (con Amedeo Maiuri);
- Andrea Palladio, Torino, Giulio Einaudi Editore, 1948, 1961;
- Architettura e arti figurative, Venezia, Neri Pozza, 1948;
- Napoli imprevista, Torino, Giulio Einaudi Editore, 1949;
- Bernini architetto, Venezia, Neri Pozza, 1953;
- Capri, Venezia, Neri Pozza, 1954;
- Il chiostro di S. Chiara, Napoli, ed. L'Arte Tipografica, 1954;
- Sorrento e la costa, Napoli, Edizioni scientifiche italiane, 1955;
- Ferdinando Fuga, Napoli, Edizioni scientifiche italiane, 1956;
- Mausolei romani in Campania. Napoli, Edizioni scientifiche italiane, 1957 (con Alfonso de Franciscis);
- Il monastero napoletano di S. Gregorio Armeno, Napoli, ed. L'Arte Tipografica, 1957;
- Città antiche edilizia nuova, Napoli, Edizioni scientifiche italiane, 1959;
- Ville vesuviane del settecento (in collab.) Napoli, Edizioni scientifiche italiane, 1959;
- Campania, la casa e l'albero, Napoli, Montanino, 1961;
- Antoni Gaudí, Milano, Edizioni di Comunità, 1964, 1982;
- Capri. Mura e volte, Napoli, Edizioni scientifiche italiane, 1965; Napoli, Adriano Gallina, 1982;
- Attualità dell'ambiente antico, Firenze, La nuova Italia, 1967;
- Il centro antico di Napoli, Napoli, Edizioni scientifiche italiane, 1971 (in collaborazione con L. Cinalli, G. D'Angelo, R. Di Stefano, C. Forte, S. Casiello, G. Fiengo, L. Santoro);
- Luigi Vanvitelli, Napoli, Edizioni scientifiche italiane, 1973 (in collaborazione con R. De Fusco, A. Venditti, R. Di Stefano, F. Strazzullo, C. de Seta);
- Il Rinascimento nell'Italia meridionale, 2 voll., Milano, Edizioni di Comunità, 1975 e 1977;
- Il canto dei tamburi di pietra, Napoli, Guida, 1980.
- Paestum nelle acqueforti di Piranesi, Milano, Edizioni di Comunità, 1980.
- Seicento napoletano. Arte costume ambiente (a cura di), Milano, Edizioni di Comunità, 1984.
- Attualità e dialettica del restauro (a cura di M. Civita), Chieti, Solfanelli, 1987.